# Абаз

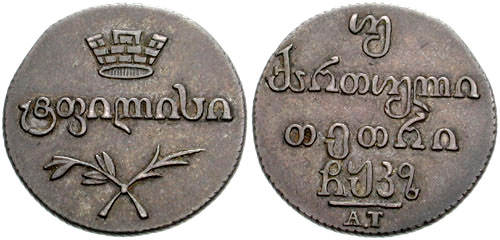
Грузинський абаз 1827 року

Абаз, або абас (груз. აბაზი) — грузинська срібна монета. Походить від перських (іранських) срібників аббасі, запроваджених шахом Аббаса І (1587—1628). 
Абаз і його фракції були поширені в Східній Грузії (частково в Західній) у період її залежності від Ірану. Поряд з ними в обігу знаходилися аналогічні монети власного карбування (монетний двір — Тбілісі): півмарчілі (1½ абаза), абаз, узал-тун (½ абаза) і шаур ('/4 абаза). Тогочасна основна грошова одиниця Східної Грузії абаз важив спочатку 8,5 г, згодом його вага значно зменшилася.
У приєднаній до Росії Грузії, в Тбілісі, карбувалася серія монет, національних за формою, але згідно з чинною на той час у Російській імперії грошовою системою. Срібні монети карбувалися від 1804 до 1833 рр:. подвійний А. (= 40 коп.), А. (= 20 коп.) і півабаз або узалтун (= 10 коп.); мідні монети випускалися від 1804—1810 pp. вартістю 20, 10 і 5 пулів, які дорівнювали відповідно 2, 1 ½ копійки. Номінал на цих монетах зазначався грузинськими буквами. Для срібних монет застосовувався метал 880 проби. Монети карбувалися за такою монетною стопою: з фунта срібла виготовлялось монет на 26 крб. (130 А.), а з пуда міді — на 21 крб. У зв'язку з цим вага А. дорівнювала близько 3,15 г срібла, а 10 пудів — бл. 7,80 г міді.
Срібна й мідна монети були тотожні за зображеннями:
- на лицьовому боці під малюнком міської зубчатої корони містився напис: «Тбілісі», нижче — пальмова і оливкова гілки;
- на зворотному боці — в першому рядку вказувався номінал монети, у другому й третьому був напис: «грузинське срібло» (на срібних монетах) або «грузинська монета» (на мідних монетах), знизу ставилась грузинськими літерами дата за європейським літочисленням.

Усі написи на монетах передані тогочасним грузинським шрифтом, і лише на срібних монетах під датою викарбувані російські ініціальні букви монетних майстрів: П. 3. — Петро Зайцев, А. Т. — Олександр Трифонов, А. К. — Олексій Карпинський та В. К. — Василь Клейменов.